# Natação no Campeonato Mundial de Esportes Aquáticos de 2019 - 400 m livre masculino
A prova dos 400 metros livre masculino da natação no Campeonato Mundial de Esportes Aquáticos de 2019 ocorreu no dia 21 de julho, em Gwangju, na Coreia do Sul.  O tricampeão do evento Sun Yang defendeu com sucesso o 4º titulo consecutivo no campeonato mundial, nesse evento.  Ele se tornou o terceiro homem a ganhar um evento 4 vezes no campeonato mundial, depois de Grant Hackett nos 1500 metros livres e Ryan Lochte nos 200 metros medley individual. 

## Recordes
Antes desta competição, os recordes mundiais e do campeonato nesta prova eram os seguintes:
| Tipo                  | Atleta          | Tempo   | Local | Data                |
| --------------------- | --------------- | ------- | ----- | ------------------- |
|                       | Paul Biedermann | 3:40.07 | Roma  | 26 de julho de 2009 |
| Recorde do campeonato | Paul Biedermann | 3:40.07 | Roma  | 26 de julho de 2009 |

## Medalhistas
| Ouro           | Prata             | Bronze               |
| Sun Yang (CHN) | Mack Horton (AUS) | Gabriele Detti (ITA) |

## Cronograma
Todos os horários são locais (UTC+9). 
| Data        | Hora  | Evento        |
| ----------- | ----- | ------------- |
| 21 de julho | 10:16 | Eliminatórias |
| 21 de julho | 20:02 | Final         |

## Resultados

### Eliminatórias
Esses foram os resultados das eliminatórias. Foram realizadas no dia 21 de julho com início às 10:16. 
| Pos. | Bateria | Raia | Nadador             | Nacionalidade      | Tempo   | Notas            |
| ---- | ------- | ---- | ------------------- | ------------------ | ------- | ---------------- |
| 1    | 5       | 4    | Sun Yang            | China              | 3:44.10 | Q                |
| 2    | 5       | 5    | Danas Rapšys        | Lituânia           | 3:44.31 | Q                |
| 3    | 5       | 3    | Jack McLoughlin     | Austrália          | 3:44.79 | Q                |
| 4    | 4       | 4    | Gabriele Detti      | Itália             | 3:45.49 | Q                |
| 5    | 4       | 5    | Mack Horton         | Austrália          | 3:45.51 | Q                |
| 6    | 4       | 3    | Zane Grothe         | Estados Unidos     | 3:45.83 | Q                |
| 7    | 5       | 2    | Marco De Tullio     | Itália             | 3:45.99 | Q                |
| 8    | 4       | 1    | Ji Xinjie           | China              | 3:46.34 | Q                |
| 9    | 5       | 6    | Aleksandr Krasnykh  | Rússia             | 3:46.65 |                  |
| 10   | 5       | 7    | Henrik Christiansen | Noruega            | 3:46.99 |                  |
| 11   | 4       | 6    | Martin Malyutin     | Rússia             | 3:47.43 |                  |
| 12   | 4       | 8    | Anton Ipsen         | Dinamarca          | 3:48.50 |                  |
| 13   | 4       | 7    | Felix Auböck        | Áustria            | 3:48.78 |                  |
| 14   | 5       | 8    | Wojciech Wojdak     | Polónia            | 3:48.81 |                  |
| 15   | 4       | 9    | Luiz Altamir Melo   | Brasil             | 3:48.87 |                  |
| 16   | 3       | 6    | Dimitrios Negris    | Grécia             | 3:50.81 |                  |
| 17   | 5       | 1    | Daniel Jervis       | Reino Unido        | 3:50.90 |                  |
| 18   | 3       | 5    | Zac Reid            | Nova Zelândia      | 3:51.25 |                  |
| 19   | 3       | 7    | Kregor Zirk         | Estónia            | 3:51.30 | Recorde nacional |
| 20   | 5       | 9    | Antonio Djakovic    | Suíça              | 3:51.51 |                  |
| 21   | 2       | 4    | Khader Baqlah       | Jordânia           | 3:51.59 | Recorde nacional |
| 22   | 5       | 0    | Lee Ho-joon         | Coreia do Sul      | 3:51.89 |                  |
| 23   | 4       | 0    | Marwan El-Kamash    | Egito              | 3:52.51 |                  |
| 24   | 3       | 4    | Welson Sim          | Malásia            | 3:52.85 |                  |
| 25   | 4       | 2    | Grant Shoults       | Estados Unidos     | 3:52.96 |                  |
| 26   | 3       | 8    | Richard Nagy        | Eslováquia         | 3:53.38 |                  |
| 27   | 2       | 6    | Erge Can Gezmiş     | Turquia            | 3:54.01 |                  |
| 28   | 3       | 2    | Denis Loktev        | Israel             | 3:54.53 |                  |
| 29   | 2       | 7    | Igor Mogne          | Moçambique         | 3:54.90 |                  |
| 30   | 2       | 5    | Cheuk Ming Ho       | Hong Kong          | 3:55.05 |                  |
| 31   | 3       | 3    | Marcelo Acosta      | El Salvador        | 3:55.06 |                  |
| 32   | 2       | 1    | Christian Bayo      | Porto Rico         | 3:55.33 |                  |
| 33   | 3       | 1    | Nguyễn Hữu Kim Sơn  | Vietname           | 3:55.59 |                  |
| 34   | 3       | 9    | Glen Lim Jun Wei    | Singapura          | 3:55.60 |                  |
| 35   | 2       | 2    | Wesley Roberts      | Ilhas Cook         | 3:58.12 |                  |
| 36   | 2       | 8    | Alex Sobers         | Barbados           | 3:58.97 |                  |
| 37   | 2       | 0    | Kushagra Rawat      | Índia              | 3:59.39 |                  |
| 38   | 3       | 0    | Aflah Prawira       | Indonésia          | 3:59.98 |                  |
| 39   | 2       | 3    | James Freeman       | Botswana           | 4:00.48 |                  |
| 40   | 1       | 5    | Daniel Jacobs       | Aruba              | 4:00.69 |                  |
| 41   | 2       | 9    | Irakli Revishvili   | Geórgia            | 4:00.88 |                  |
| 42   | 1       | 3    | Christian Mayer     | Peru               | 4:05.33 |                  |
| 43   | 1       | 6    | Adib Khalil         | Líbano             | 4:06.70 |                  |
| 44   | 1       | 7    | Franci Aleksi       | Albânia            | 4:07.39 |                  |
| 45   | 1       | 2    | Filip Derkoski      | Macedônia do Norte | 4:07.99 |                  |
| 46   | 1       | 1    | Mawupemon Otogbe    | Togo               | 4:25.30 |                  |
| —    | 1       | 4    | Omar Abbas          | Síria              | DSQ     | DSQ              |

### Final
A final foi realizada em 21 de julho às 20:02. 
| Pos.              | Raia | Nadador         | Nacionalidade  | Tempo   | Notas            |
| ----------------- | ---- | --------------- | -------------- | ------- | ---------------- |
| Medalha de ouro   | 4    | Sun Yang        | China          | 3:42.44 |                  |
| Medalha de prata  | 2    | Mack Horton     | Austrália      | 3:43.17 |                  |
| Medalha de bronze | 6    | Gabriele Detti  | Itália         | 3:43.23 | Recorde nacional |
| 4                 | 5    | Danas Rapšys    | Lituânia       | 3:43.50 |                  |
| 5                 | 1    | Marco De Tullio | Itália         | 3:44.86 |                  |
| 6                 | 3    | Jack McLoughlin | Austrália      | 3:45.19 |                  |
| 7                 | 8    | Ji Xinjie       | China          | 3:45.64 |                  |
| 8                 | 7    | Zane Grothe     | Estados Unidos | 3:45.78 |                  |

Legenda
| Recorde mundial       | Recorde mundial (World record)               |                       | Recorde africano                      | Recorde africano (African) |                                           | Q | Classificado por posição (Qualified) |
| Recorde do campeonato | Recorde do campeonato (Championship record)  | Recorde da América    | Recorde da América (Americas)         | q                          | Classificado por melhor tempo (Qualified) |   |                                      |
| Melhor marca do ano   | Melhor marca do ano (World leading)          | Recorde asiático      | Recorde asiático (Asian)              | DNS                        | Não largou (Did not start)                |   |                                      |
| Recorde nacional      | Recorde nacional (National record)           | Recorde europeu       | Recorde europeu (European)            | DNF                        | Não terminou (Did not finish)             |   |                                      |
| Recorde pessoal       | Recorde pessoal do atleta (Personal best)    | Recorde da Oceania    | Recorde da Oceania (Oceania)          | DSQ / DQ                   | Desclassificado (Disqualified)            |   |                                      |
| Recorde da temporada  | Recorde da temporada do atleta (Season best) | Recorde sul-americano | Recorde sul-americano (South America) | NM                         | Sem marca (No mark)                       |   |                                      |